# スウィート・ソウル・ミュージック
「スウィート・ソウル・ミュージック」（Sweet Soul Music）は、アーサー・コンレイが1967年に発表した楽曲。

## 概要
1966年にフェイム・レコードから2枚のシングルを出したアーサー・コンレイは、21歳になったばかりの1967年1月、オーティス・レディングと出会った。レディングとコンレイは、"Do you like good music?"という歌詞から始まるサム・クックの「Yeah Man」（アルバム『Shake』収録）を下敷きにして、ソウル音楽のオマージュを書いた。歌詞には当時のヒット曲のタイトルと歌手の名が多数織り込まれた。
- 「Going to a Go-Go」（ザ・ミラクルズ、1965年）
- 「Love Is a Hurtin' Thing」（ルー・ロウルズ、1966年）
- 「Hold On, I'm Comin'」（サム&デイヴ、1966年）
- 「Mustang Sally」（ウィルソン・ピケット、1966年）
- 「Fa-Fa-Fa-Fa-Fa (Sad Song)」（オーティス・レディング、1966年）

などである。これらの曲が紹介されたあと「なかでもジェームズ・ブラウンはみんなの王様だ」と歌われる。レコーディングはアラバマ州マッスル・ショールズのフェイム・スタジオで行われた。
1967年2月1日、アトコ・レコードからシングルA面として発売。同年5月13日付のビルボード・Hot 100で2位を記録した。R&Bチャートで2位を記録し、ゴールドディスクを獲得した。全英シングルチャートでは7位を記録した。
のちにサム・クックのビジネス・パートナーだったJ.W.アレクサンダーが、クックの曲を無断で使用したとして、同年12月に死去したレディングの関係者とコンレイを訴えた。裁判の結果、クックのクレジットを入れることで和解が成立した。